# Jenseits der Stille
Jenseits der Stille ist ein deutsches Filmdrama aus dem Jahr 1996. Regie führte Caroline Link.
Der in der deutschen Gegenwart spielende Film thematisiert sowohl die Probleme von Menschen mit Behinderung in unserer Gesellschaft, hier speziell von Gehörlosen, als auch den Selbstfindungsprozess einer jungen Frau.

## Handlung
Der Film erzählt die Geschichte von Lara, die als Tochter gehörloser Eltern in einer kleinen Stadt in Süddeutschland aufwächst. Lara selbst hört normal und beherrscht die Gebärdensprache, weswegen sie schon in jungen Jahren in vielen Lebenslagen für ihre Eltern übersetzt. So begleitet sie diese zum Beispiel zu Kreditverhandlungen auf die Bank und dolmetscht dort wie auch beim Elternsprechtag in der Schule, allerdings nicht immer ganz wahrheitsgemäß.
Zu Weihnachten bekommt Lara von ihrer Tante Clarissa, die eine begeisterte Musikerin ist, eine Klarinette geschenkt. Lara entdeckt die Welt der Musik, in die ihr ihre Eltern nicht folgen können. Während der folgenden Jahre entwickelt sich Lara zu einer talentierten Klarinettistin. 
Nachdem Laras Mutter Kai nach einem Fahrradunfall gestorben ist, fühlt sich Laras Vater Martin im Stich gelassen. Als die mittlerweile 18-jährige Lara auch noch auf einem Konservatorium (Musikhochschule) in Berlin studieren will, scheint die Familie auseinanderzubrechen. Der Schluss wirkt allerdings versöhnlich: Laras Vater versucht, die Liebe zur Musik, die seine Tochter empfindet, zu verstehen, und es kommt zu einer vorsichtigen Wiederannäherung zwischen Martin und Lara.

## Kritiken
- „Ein gelungenes Kinodebüt einer Absolventin der Münchener Filmhochschule. Der Film überzeugt sowohl als sensible Gestaltung der Probleme von Behinderten als auch in seiner universalen Thematik des Selbstfindungsprozesses einer jungen Frau und dem Plädoyer für Verständnis und Offenheit gegenüber unvereinbar scheinenden Erfahrungswerten.“ (film-dienst 25/1996)
- „Wer erfahren möchte, wie laut der Schnee ist und wie Klarinettentöne Menschen verzaubern können, der darf sich diesen Film nicht entgehen lassen: Eine deutsche Produktion, die sich eines außergewöhnlichen Themas jenseits der Beziehungskomödien annimmt und die Geschichte über den Abschied von der Kindheit mit leisem Humor und einer eigenwilligen Ästhetik erzählt.“ (Fischer Film Almanach 1997)
- „Ein Film, der die Stille zu Musik werden läßt und seine Stärke in der Balance zwischen Lachen und Weinen, Freude und Schmerz findet. ‚Jenseits der Stille‘ ist ein Ereignis unter den deutschen Produktionen und hervorragend besetzt.“ (Dirk Jasper FilmLexikon)
- „Dank seiner guten Besetzung in allen Rollen, überzeugenden darstellerischen Leistungen unter sicherer Führung, gelingt eine eindrucksvolle Durchdringung der Welt der Gehörlosen, mit all ihren Problemen der sozialen Eingliederung und familiären Konflikten.“ (FBW Langfilme)

## Sonstiges
- Gedreht wurde der Film im niederbayerischen Steinbach bei Mainburg, München, Berlin und Regensburg, die Schulszenen wurden im Städtischen Luisengymnasium München gedreht.
- Der Klarinettist Giora Feidman absolvierte in Jenseits der Stille einen Gastauftritt.
- Im Film spielt Emmanuelle Laborit (Kai) die Mutter von Sylvie Testud (Lara). In Wirklichkeit ist Emmanuelle Laborit aber ein dreiviertel Jahr jünger als Sylvie Testud.

## Auszeichnungen
- 1997: Deutscher Filmpreis in den Kategorien Beste Hauptdarstellerin (Testud) und Beste Filmmusik. Außerdem Filmband in Silber sowie nominiert in den Kategorien Bester Spielfilm, Beste Regie und Beste Nebendarstellerin (Laborit)
- 1997: Bayerischer Filmpreis in den Kategorien Beste Nachwuchsregie und Beste Filmmusik
- 1997: Gilde-Filmpreis in Gold
- 1997:  Drehbuchpreis und Grand Prix des Tokyo International Film Festival
- 1998: Nominiert für den Oscar in der Kategorie Bester fremdsprachiger Film

## Buch
- Arno von Meyer zu Küingdorf und Caroline Link: Jenseits der Stille, Aufbau, 2001, ISBN 3746614538 (Roman)